# Trouble (álbum de Akon)
Trouble es el álbum debut publicado por el cantante de R&B Akon el 29 de junio de 2004. El álbum contiene el tema "Lonely", uno de los más conocidos del cantante. El álbum tuvo un buen desempeño en el Reino Unido, donde alcanzó el puesto número 1 en la lista de álbumes del Reino Unido. Trouble alcanzó la posición 18 en la lista Billboard 200 y vendió 25.000 copias en la primera semana, y fue certificado Platino por la RIAA en los Estados Unidos y ha vendido 1,6 millones de copias. 
Anteriormente, Akon lanzó una canción titulada Locked Up, la cual tuvo un remix con Styles P.

## Antecedentes
Aunque Lonely ofrecía la mejor opción del álbum en términos de avance comercial, Jerome Foster, de SRC Records A&R, le dijo a HitQuarters que se eligió " Locked Up " porque quería sacar a Akon a las calles primero y trabajar en un crossover. "Locked Up" es un sencillo callejero. Pensé que ese era el lugar para que empezáramos a conseguir una base de fans, sabiendo que teníamos un sencillo como "Lonely", que era más comercial, para seguirlo". La última aparición en el Billboard 200 fue para la lista del 26 de noviembre de 2005. El álbum apareció por primera vez en la lista de álbumes del Reino Unido el 12 de febrero de 2005. Poco a poco ascendió en la lista antes de finalmente alcanzar la cima el 30 de abril de 2005. Luego pasó dos semanas no consecutivas en el puesto número 1 en la lista de álbumes del Reino Unido. Trouble es, con diferencia, el álbum de mayor éxito de Akon en el Reino Unido hasta la fecha.

## Lanzamiento
Cuando se lanzó originalmente en 2004, la versión británica del álbum contenía trece pistas, mientras que las versiones estadounidenses del álbum sólo contenían doce, omitiendo la canción "Ghetto". La versión digital del álbum estadounidense incluye el bonus track "Kill The Dance". En 2005, la versión británica del álbum fue reeditada con pistas extra adicionales: "Gunshot" y un remix de "Locked Up". En Japón, los bonus tracks eran los mismos, sin embargo, una vez más se omitió el tema "Ghetto". Para su lanzamiento en Europa a finales de 2004, el álbum fue completamente modificado, con remezclas de "Belly Dancer", "Lonely" y "Don't Let Up" que reemplazaron las versiones originales, publicadas en Estados Unidos y Reino Unido. La versión europea también elimina la pista "I Wont" y la reemplaza con una pista nueva: "Easy Road". En 2005, el álbum fue reeditado, esta vez con un disco extra que contenía dos temas nuevos, dos remixes y seis colaboraciones entre Akon y otros artistas. 
En Europa, el disco extra contenía once pistas, añadiendo otro remix de "Ghetto" como pista uno. En 2006, todas las versiones estadounidenses del álbum fueron eliminadas de iTunes, reemplazándolas por la versión europea. Sin embargo, la edición europea omite el tema "Easy Road" y lo reemplaza con el tema original "I Wont", y también incluye el bonus track digital estadounidense "Kill The Dance", en lugar del remix de "Locked Up". 

## Lista de canciones
| N.º | Título                                       | Escritor(es)                                                        | Productor(es)   | Duración |  |
| 1.  | «Locked Up»                                  | Aliaune "Akon" Thiam                                                | Akon            | 3:56     |  |
| 2.  | «Trouble Nobody»                             | Aliaune "Akon" Thiam, D. Grant, R. Thomas                           | Akon            | 3:23     |  |
| 3.  | «Belly Dancer (Bananza)»                     | Aliaune "Akon" Thiam, Lynval Golding, Terence Hall, Neville Staples | Akon            | 4:00     |  |
| 4.  | «Gangsta» (con Daddy T, Picklehead & Devyne) | Aliaune "Akon" Thiam, T. Pettigrew, J. Mann, D. Stephens            | Akon            | 4:15     |  |
| 5.  | «Ghetto»                                     | Aliaune "Akon" Thiam                                                | Akon, Pete Rock | 3:55     |  |
| 6.  | «Pot of Gold»                                | Aliaune "Akon" Thiam, Shawn Williams                                | Shawn WMS       | 3:36     |  |
| 7.  | «Show Out»                                   | Aliaune "Akon" Thiam                                                | Akon            | 3:25     |  |
| 8.  | «Lonely»                                     | Aliaune "Akon" Thiam, Bobby Vinton, Gene Allen                      | Akon, Disco D   | 3:57     |  |
| 9.  | «When The Time's Right»                      | Aliaune "Akon" Thiam                                                | Akon            | 3:44     |  |
| 10. | «Journey»                                    | Aliaune "Akon" Thiam                                                | Akon            | 4:18     |  |
| 11. | «Don't Let Up»                               | Aliaune "Akon" Thiam, Brian Benny Demus Boulai                      | Akon, Benny-D   | 4:04     |  |
| 12. | «Easy Road»                                  | Aliaune "Akon" Thiam                                                | Akon            | 3:16     |  |
| 13. | «Locked Up (Remix)» (con Styles P)           | Aliaune "Akon" Thiam, David Styles                                  | Akon, Knobody   | 3:50     |  |

## Certificaciones
| País           | Organismo certificador | Certificación    | Ventas    |
| -------------- | ---------------------- | ---------------- | --------- |
| Canadá         | Music Canada           | Disco de Oro     | 50 000    |
| Estados Unidos | RIAA                   | Disco de Platino | 1 000 000 |
| Reino Unido    | BPI                    | Disco de Platino | 300 000   |